# Héron à tête blanche
Ardea pacifica
Espèce
Statut de conservation UICN

 LC  : Préoccupation mineure
Le Héron à tête blanche (Ardea pacifica) est une espèce d'oiseaux, des échassiers, de la famille des Ardeidae. C'est une espèce monotypique.

## Description
Il mesure entre 76 et 107 cm de haut, très reconnaissable, avec la tête et le cou blanc crème et le corps et les ailes gris ardoisé. L'iris est jaune ou gris, le bec noir, les pattes noires à olivâtres. Les jeunes ressemblent aux adultes avec la tête et le cou grisâtre. Les deux sexes sont semblables, les femelles d'une taille un peu plus petite que les mâles.

## Écologie
Ce héron chasse seul, en couple ou en petits groupes, en eau peu profonde et dans les prairies humides, utilisant les techniques de l'affut, de la marche lente ou du ratissage avec les pattes.
Il se nourrit de poissons, de grenouilles, de tritons, de mollusques, d'insectes aquatiques, de petits reptiles et de crustacés. La plupart des proies sont de petite taille. 
Il niche en petites colonies, ou solitairement, parfois sur les mêmes arbres que la Spatule  à bec jaune. Les nids sont des plateformes lâches de branches, placées près de l'eau ou jusqu'au à 30 même de hauteur, de préférence sur des arbres morts debout dans l'eau. La ponte compte de 2 à 6 œufs, en moyenne 4. 

## Répartition et habitat

nicheur et non-nicheur
non-nicheur

Il est présent dans toute l'Australie à l'exception des zones arides de l'intérieur, et est mentionné régulièrement en Tasmanie et dans le sud de la Nouvelle-Guinée.  
On le rencontre de préférence dans les marécages, les trous d'eaux, les lagons, les herbages humides ou les plaines inondées.  

Il est un migrateur régulier en lien avec la formation de marécages saisonniers réguliers. 